# Yo quiero que me lleven a Hollywood
Yo quiero que me lleven un Hollywood es una comedia española de 1931 dirigida por Edgar Neville y único film protagonizado por la cupletista Perlita Greco, junto con el escritor valenciano Federico García Sanchiz. Fue una de las primeras películas sonoras españolas, y hoy en día es un film perdido.

## Argumento
Nadie la ha visto en muchos años, pero las referencias nos cuentan que era una sátira sobre las desventuras de varios artistas españoles que sueñan con ir a la Hollywood, la meca del Cine. El metraje, de tan solo 61 minutos, contaba con varios números musicales.